# Teorema di Millman
Il teorema di Millman (dal nome del suo ideatore Jacob Millman) si applica alle reti elettriche — in corrente continua o alternata — binodali, ovvero costituite da n rami tutti derivati da due nodi.
La sua formulazione deriva da un caso particolare del metodo di risoluzione di reti elettriche conosciuto come potenziale ai nodi.
Esso afferma che
«la tensione ai capi del bipolo della rete è data dal rapporto tra la somma algebrica delle correnti di corto circuito dei singoli rami e la somma delle conduttanze di ogni ramo».
In formule:
{\displaystyle V={\frac {\sum \limits _{k}\,i_{c.c.,k}}{\sum \limits _{k}\,G_{k}}}}
dove le sommatorie sono estese a tutti i rami.

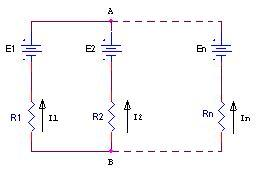
Circuito binodale

Nel circuito binodale in figura, considerando i generatori sotto forma di generatori di corrente, si ha una sola equazione di potenziale ai nodi:
{\displaystyle V_{AB}\left({\frac {1}{R_{1}}}+{\frac {1}{R_{2}}}+\cdots +{\frac {1}{R_{n}}}\right)=Ic_{1}+Ic_{2}+\cdots +Ic_{n}} (formula 1).
dove Icn è la corrente che scorre nel ramo n-esimo.
Vb, come potenziale di riferimento, ha valore zero: {\displaystyle Vab=Va-Vb=Va}.
La (formula 1) può essere riscritta come:
{\displaystyle V_{AB}={\frac {Ic_{1}+Ic_{2}+\cdots +Ic_{n}}{{\frac {1}{R_{1}}}+{\frac {1}{R_{2}}}+\cdots +{\frac {1}{R_{n}}}}}}
la quale è la formula che permette di calcolare direttamente la tensione ai capi AB della rete e l'espressione analitica del teorema di Millman.
Le correnti Ic1, Ic2, Icn possono essere riscritte come qui sotto, nel caso che i generatori in questione siano generatori di tensione:
{\displaystyle V_{AB}={\frac {{\frac {E_{1}}{R_{1}}}+{\frac {E_{2}}{R_{2}}}+\cdots +{\frac {E_{n}}{R_{n}}}}{{\frac {1}{R_{1}}}+{\frac {1}{R_{2}}}+\cdots +{\frac {1}{R_{n}}}}}}
In quest'ultima espressione si capisce perché nell'enunciato del teorema si afferma somma algebrica delle correnti di corto circuito dei singoli rami : infatti l'espressione al numeratore della formula qui sopra definisce le correnti nei vari rami se ciascuno di essi fosse cortocircuitato (vale a dire se fossero collegati in cortocircuito i nodi A e B).

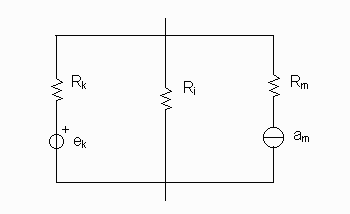
Schema per la formulazione alternativa del teorema di Millman

## Formulazione alternativa
Siano ek i generatori di tensione e am i generatori di corrente.
Siano Ri le resistenze sui rami senza generatori.
Siano Rk le resistenze sui rami con i generatori di tensione.
Siano Rm le resistenze sui rami con i generatori di corrente.
Il teorema di Millman afferma che la tensione ai terminali del circuito è data da:
{\displaystyle v={\frac {\sum _{}{\frac {\pm e_{k}}{R_{k}}}+\sum _{}\pm a_{m}}{\sum _{}{\frac {1}{R_{k}}}+\sum _{}{\frac {1}{R_{i}}}}}}

## Componenti che non influenzano il teorema di Millman

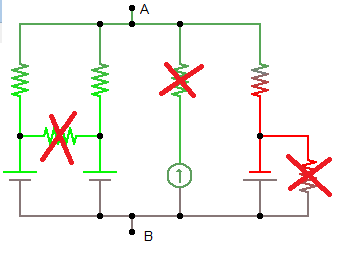
Resistenze che si possono trascurare quando si applica il teorema di Millman

Si può comunque applicare il teorema di Millman anche quando ci sono componenti in più che però non influenzano la corrente entrante nei nodi su cui si sta applicando il teorema. I casi sono:
- impedenza in parallelo ad un generatore di tensione appartenente ad un lato Thevenin trasformabile;
- impedenza che unisce due rami contenenti entrambi un generatore di tensione;
- impedenza in serie ad un generatore di corrente.

## Dimostrazione
Secondo la Legge di Kirchhoff delle correnti la somma algebrica delle correnti in un nodo è nulla,
{\displaystyle Ic_{1}+Ic_{2}+\cdots +Ic_{n}=0}
Supponiamo inizialmente che tutti i rami contengano un resistore in serie ad un generatore di tensione, in questo caso le correnti possono essere scritte come:
{\displaystyle Ic_{i}={\frac {V_{AB}-E_{i}}{R_{i}}}}
Sostituendo nella formula della legge di Kirchhoff si ottiene
{\displaystyle {\frac {V_{AB}-E_{1}}{R_{1}}}+{\frac {V_{AB}-E_{2}}{R_{2}}}+\cdots +{\frac {V_{AB}-E_{n}}{R_{n}}}={\frac {V_{AB}}{R_{1}}}-{\frac {E_{1}}{R_{1}}}+{\frac {V_{AB}}{R_{2}}}-{\frac {E_{2}}{R_{2}}}+\cdots +{\frac {V_{AB}}{R_{n}}}-{\frac {E_{n}}{R_{n}}}=0}
Prendendo  {\displaystyle V_{AB}} a fattor comune e portando i termini contenenti i generatori di tensione al secondo membro si ottiene:
{\displaystyle V_{AB}\left({\frac {1}{R_{1}}}+{\frac {1}{R_{2}}}+\cdots +{\frac {1}{R_{n}}}\right)={\frac {E_{1}}{R_{1}}}+{\frac {E_{2}}{R_{2}}}+\cdots +{\frac {E_{n}}{R_{n}}}}
e quindi il risultato.
Se in uno o più rami è presente un generatore di corrente è evidente che la corrente che arriva al nodo corrisponde alla corrente del generatore, quindi la formula diventa:
{\displaystyle V_{AB}={\frac {{\frac {E_{1}}{R_{1}}}+{\frac {E_{2}}{R_{2}}}+\cdots +{\frac {E_{n}}{R_{n}}}+I_{Cn+1}+\cdots +I_{Cn+m}}{{\frac {1}{R_{1}}}+{\frac {1}{R_{2}}}+\cdots +{\frac {1}{R_{n}}}}}}
La tensione {\displaystyle V_{AB}} dipende esclusivamente dalle correnti sul nodo A (o B: le correnti sui due nodi sono le medesime a meno del segno), quindi tutti i componenti che non influenzano queste correnti sono ininfluenti, questi includono:
- impedenza in parallelo ad un generatore di tensione;
- impedenza che unisce due rami contenenti entrambi un generatore di tensione;
- impedenza in serie ad un generatore di corrente.

L'ultimo caso da tenere in considerazione è la presenza di un'impedenza in parallelo ad un generatore di corrente. In questo caso la corrente del generatore si suddivide in due parti: una parte attraversa direttamente l'impedenza in parallelo, la restante arriva al nodo. La risoluzione di questo circuito può essere effettuata convertendo il gruppo generatore di corrente-impedenza in parallelo nell'equivalente Thevenin oppure calcolando la corrente che arriva al nodo considerando il partitore di corrente.